# 第53師団 (日本軍)
第53師団（だいごじゅうさんしだん）は、大日本帝国陸軍の師団の一つ。

## 概要
1940年（昭和15年）8月から常設師団のうちの8個師団が満州に永久駐屯することになり、代替の常設師団として留守師団を基幹にした師団の新設が進められることになった。まず、同年7月10日に6個師団（第51師団・第52師団・第54師団・第55師団・第56師団・第57師団）が編成され、その翌年の1941年（昭和16年）9月16日に留守第16師団を基幹に編成されたのが第53師団である。なお、第1師団分については代替師団が編成されなかった。
第53師団は京都で編成され、京都・滋賀・三重・福井の四府県を徴兵区としていた。その管轄区域は京都師管といった。京都師管は1945年に京都師管区と改称し、同時に補充任務等の管轄区域の軍政を担当していた留守第53師団が、京都師管区司令部となった。

## 沿革
師団は編成後、当初は京都に在り中部軍に属していたが、1943年（昭和18年）11月に動員され南方軍予備として派遣、1944年（昭和19年）1月からサイゴン、シンガポールなどに到着した。そして、インパール作戦の実施に伴いビルマに派遣された。
拉孟・騰越の戦い、イラワジ会戦に参加。シッタン作戦で第28軍の撤退援護のため、シッタン川付近で英印軍との戦闘を交える中で終戦を迎えた。

## 師団概要

### 歴代師団長
- 馬場正郎 中将：1941年（昭和16年）10月1日 - 1943年9月25日[1]
- 河野悦次郎 中将：1943年（昭和18年）9月25日 - 1944年4月27日[2]
- 武田馨 中将：1944年（昭和19年）4月27日 - 1945年2月20日[3]
- 林義秀 中将：1945年（昭和20年）2月20日 - 終戦[4]

### 参謀長
- 中村忠英 大佐：1941年（昭和16年）10月1日[5] - 1944年7月28日
- 大矢部省三 中佐：1944年（昭和19年）7月28日 - 1944年12月12日[6]
- 芦川春雄 大佐：1944年（昭和19年）12月12日 - 1945年7月13日[7]
- 欠員：1945年（昭和20年）7月14日 - 終戦[8]

### 最終所属部隊
- 歩兵第119連隊（敦賀）：羽賀芳男大佐
- 歩兵第128連隊（京都）：菊地芳之助大佐
- 歩兵第151連隊（津）：橋本熊五郎大佐
- 捜索第53連隊：斎藤富雄少佐
- 野砲兵第53連隊：横田武夫大佐
- 工兵第53連隊：田中誠大佐
- 輜重兵第53連隊：緒方俊夫大佐
- 第53師団通信隊：金子庫三少佐
- 第53師団兵器勤務隊：山本茂雄大尉
- 第53師団衛生隊：辻村正少佐
- 第1野戦病院：寺本嘉範少佐
- 第2野戦病院：板東保少佐
- 第4野戦病院：後下保少佐
- 第53師団防疫給水部：小山田功少佐
- 第53師団病馬廠：宮本雄三郎大尉